# Los Fastidios
Los Fastidios és un grup italià de música Oi!, influït per gèneres com el punk i l'ska. Va ser fundat a la ciutat de Verona l'any 1991. Les cançons de Los Fastidios tracten situacions de la vida quotidiana tot promovent idees com el socialisme, el veganisme, l'antifeixisme i els drets dels animals. La banda s'identifica amb el moviment SHARP i RASH. Les seves lletres són principalment en italià, però també canten en anglès, espanyol i francès.
Los Fastidios apareixen a la pel·lícula documental Skinhead Attitude (2003) sobre l'escena internacional skinhead antiracista, juntament amb bandes i cantants llegendaris com Laurel Aitken, Bad Manners, Roddy Moreno i The Oppressed i Jimmy Pursey. També apareixen a la banda sonora de la pel·lícula documental 99 Amaranto (2007), dirigida pel director Federico Micali, sobre la vida del futbolista Cristiano Lucarelli.

## Components
- Enrico De Angelis - veu
- Mario Jacopo - guitarra
- Ciacio - baix
- Bacchetta - bateria

## Discografia

### EP
- Birra, oi! e divertimento (Skooter Rekords, 1994)
- Banana e scarponi (Skooter Rekords, 1995)
- Oi! Gio (Skooter Rekords, 1997)
- Radio boots (KOB Records/Mad Butcher Records, 2000)
- Fetter Skinhead (disc compartit amb Stage Bottles, KOB Records/Mad Butcher Records, 2000)
- Ora Basta (KOB Records/Mad Butcher Records, 2003)
- Un Calcio Ad Un Pallone (KOB Records/Mad Butcher Records, 2006)
- Fetter Skinhead in 2007 (KOB Records/Mad Butcher Records, 2007)
- So rude, so Lovely (KOB Records, 2015)
- United Worldwide (disc compartit amb Moscow Death Brigade/Feine Sahne Fischfilet/What We Feel, Audiolith Records, 2015)
- Elisa Dixan Sings Los Fastidios (KOB Records, 2018)
- Elisa Dixan Sings Los Fastidios vol.2 (KOB Records, 2019)

### Àlbums
- Hasta la baldoria (disc compartit amb FFD Skooter Rekords, 1996)
- Contiamo su di voi! (KOB Records, 1998)
- 1991 - 2001 Ten Years Tattooed on My Heart (recopilatori, KOB Records, 2001)
- Guardo Avanti (KOB Records, 2001)
- La verdadera fuerza de la calle (Amp Records Buenos Aires, 2003)
- Prawdziwa Sila Ulicy (Jimmy Jazz Records Poland, 2003)
- Siempre Contra (KOB Records, 2004)
- Sopra e Sotto il palco (directe, KOB Records, 2005)
- Rebels 'N' Revels (KOB Records/Mad Butcher Records 2006)
- Anejo 16 Anos (recopilatori, KOB Records/Mad Butcher Records 2007)
- All'Arrembaggio (KOB Records/Mad Butcher Records, 2009)
- Let's Do It (KOB Records, 2014)
- The Sound of Revolution (KOB Records, 2017)
- Joy joy joy (KOB Records, 2019)[5]